# Socialistpartiet (Irland)
Socialistpartiet (iriska: Páirtí Sóisialach) är ett irländskt demokratiskt socialistiskt parti, grundat 1996. Partiet är inte medlem i något europeiskt parti. I Europaparlamentsvalet 2009 vann partiet ett mandat i Europaparlamentet, som sitter i Gruppen Europeiska enade vänstern/Nordisk grön vänster (GUE/NGL). Partiet är verksamt både på Irland och på Nordirland. Partiet ingår i Kommittén för en arbetarinternational.